# Abborrtjärnen (Lommelands socken, Bohuslän)
Abborrtjärnen är en sjö i Strömstads kommun i Bohuslän och ingår i Strömsåns huvudavrinningsområde. Sjöns area är 0,012 kvadratkilometer och den är belägen 100 meter över havet.